# Declaración de Bolonia

Países signatarios de la Declaración de Bolonia.

La Declaración de Bolonia (19 de junio de 1999) — que desencadenó el denominado Proceso de Bolonia — es un documento conjunto firmado por los Ministros de Educación de los 29 países europeos, reunidos en la ciudad italiana de Bolonia. La declaración marca un cambio en relación con las políticas conectadas a la enseñanza superior de los países envueltos y estableció en común un Espacio Europeo de Educación Superior a partir del compromiso de los países signatarios en promover reformas de sus sistemas de enseñanza.
La declaración reconoce la importancia de la educación para el desarrollo sostenible de sociedades tolerantes y democráticas. Aunque la Declaración de Bolonia no sea un tratado, los gobiernos de los países signatarios se comprometieron a reorganizar los sistemas de enseñanza superior de sus países en consonancia con los principios de ella constantes.

## Objetivos
La declaración visa la toma de acciones conjuntas para con la enseñanza superior de los países pertenecientes a la Unión Europea, con el objetivo principal de elevar la competitividad internacional del sistema europeo de la enseñanza superior. Para asegurar que el sistema europeo de la enseñanza superior consiga adquirir un grado de atracción mundial semejante al de sus extraordinarias tradiciones cultural y científica, se establecieron los siguientes objetivos a ser alcanzados en la primera década del tercer milenio:
- Promover entre los ciudadanos europeos la empleabilidad y la competitividad internacional del sistema europeo de la Enseñanza Superior.
- Establecer un sistema de créditos transferibles y acumulables (ECTS), común a los países europeos, para promover la movilidad más ensanchada de los estudiantes. Los créditos pueden también ser adquiridos en contextos de enseñanza no superior, incluyendo el aprendizaje al largo de la vida, desde que sean reconocidos por los establecimientos de enseñanza superior de acolhimento;
- Adoptar un sistema basado en tres ciclos de estudios:
  - 1.º ciclo, con una duración de seis a ocho semestres (180 a 240 ECTS);[Nota 1]
  - 2.º ciclo, con la duración de un año y medio a dos (90 a 120 ECTS), pudiendo, excepcionalmente, tener la duración de dos semestres (60 ECTS);[Nota 1]
  - 3.º ciclo.[Nota 1]
- Implementar el suplemento al diploma;
- Promover la movilidad de los estudiantes (en el acceso a las oportunidades de estudio y formación, así como a servicios correlatos), profesores, investigadores y personal administrativo (en el reconocimiento y en la valorización de los periodos pasados en un contexto europeo de investigación, de enseñanza y de formación, sin perjuicio de sus derechos estatutarios);
- Promover la cooperación europea en la evaluación de la calidad, con vista a desarrollar criterios y metodologías comparables;
- Promover las dimensiones europeas de la enseñanza superior, en particular:
  - Desarrollo curricular;
  - Cooperación interinstitucional;
  - Movilidad de estudiantes, docentes e investigadores;
  - Programas integrados de estudio, de formación y de investigación.

## Países que adhirieron
Más allá de los 29 signatarios iniciales, adhirieron a la Declaración de Bolonia hasta a la reunión de ministros de Lovaina (2009) 18 países más: Albania, Alemania, Andorra, Armenia, Azerbaiyán, Austria, Bélgica (comunidades flamenga y francófona), Bielorrusia, Bosnia y Herzegovina, Bulgaria, Kazajistán, Chipre, Croacia, Dinamarca,  Escocia, Eslovaquia, Eslovenia, España, Estonia, Finlandia, Francia, Georgia, Grecia, Hungría, Islandia, Irlanda, Italia, Letonia, Lituania, Liechtenstein, Luxemburgo, Macedonia del Norte, Malta, Moldavia, Montenegro, Noruega, Países Bajos, Polonia, Portugal, Rumania, Rusia, Santa Sede, Serbia, Suecia, Suiza, Turquía, Reino Unido, República Checa y Ucrania.

## Reuniones de ministros
El acompañamiento del proceso y su desarrollo es objeto de reuniones periódicas de los ministros responsables por la enseñanza superior en los países adherentes.
Tuvieron lugar reuniones en Praga (2001), Berlín (2003), Bergen (2005), Londres (2007), Lovaina (2009), Budapest, Viena (2010) y Bucareste (2012), Ereván (2015), París (2018), Roma (2020), Tirana (2024). 

### Comunicados de las reuniones de ministros
- 1999 Declaración de Bolonia.[2]
- 2001 Declaración de Praga.[3]
- 2003 Comunicado de Berlín.[4]
- 2005 Comunicado de Bergen.[5]
- 2007 Comunicado de Londres.[6]
- 2009 Comunicado de Lovaina.[7]
- 2010 Comunicado de Budapest-Vienna.[8]
- 2012 Comunicado de Bucarest.[9]
- 2015 Comunicado de Yerevan.[10]
- 2018 Comunicado de París.[11]
- 2020 Comunicado de Roma.[12]
- 2024 Comunicado de Tirana.[13]